# Parc de Tarja Halonen
Le parc de Tarja Halonen (finnois : Tarja Halosen puisto) est un parc du quartier de Kallio  à Helsinki en Finlande.

## Présentation
Le parc est nommé en l'honneur de Tarja Halonen le jour de son 70e anniversaire en décembre 2013.
La statue Thalia ja Pegasos sculptée par Kari Juva est érigée dans le parc.
Le parc s'intègre parfaitement avec le parc d'Ilola, ils font partie d'une zone verte qui s’étend de Töölönlahti à Linjat.